# Charles Meyer
Charles Meyer (født 16. marts 1868, død 31. januar 1931) var en dansk cykelrytter. Han vandt det 560 km lange Bordeaux-Paris i 1895 og blev i 1896 nummer to i Paris-Roubaix og nummer fem i 1898.